# Angophora hispida

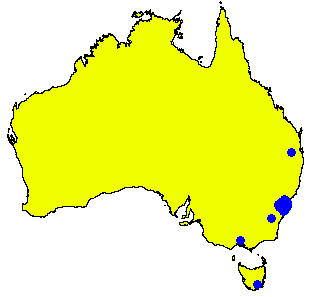
Verteilung - (Australasian Virtual Herbarium)

Angophora hispida ist eine Pflanzenart innerhalb der Familie der Myrtengewächse (Myrtaceae). Sie kommt um Sydney im östlichen New South Wales vor und wird dort „Dwarf Apple“ oder „Scrub Apple“ genannt.

## Beschreibung

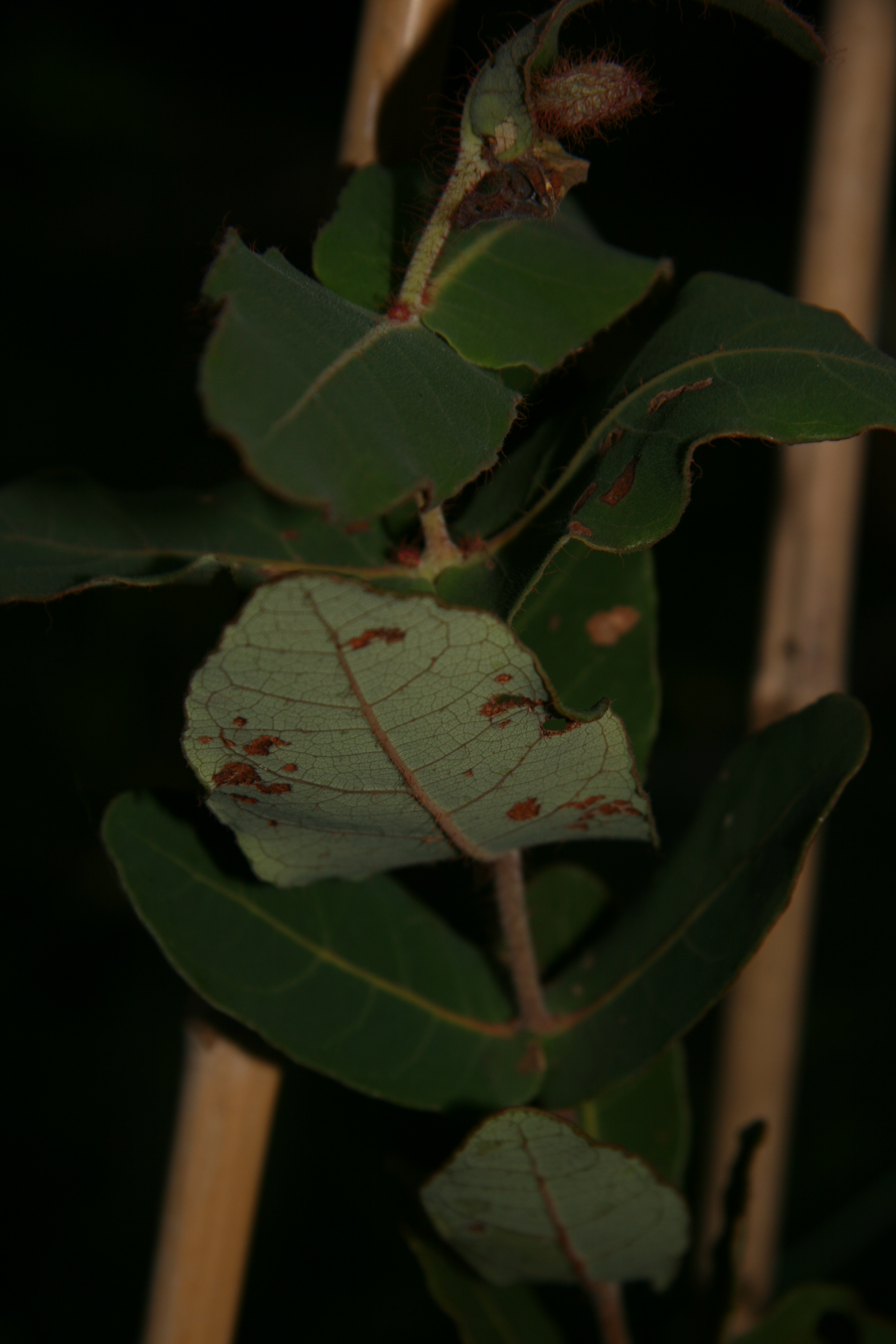
Zweig mit gegenständigen Laubblättern

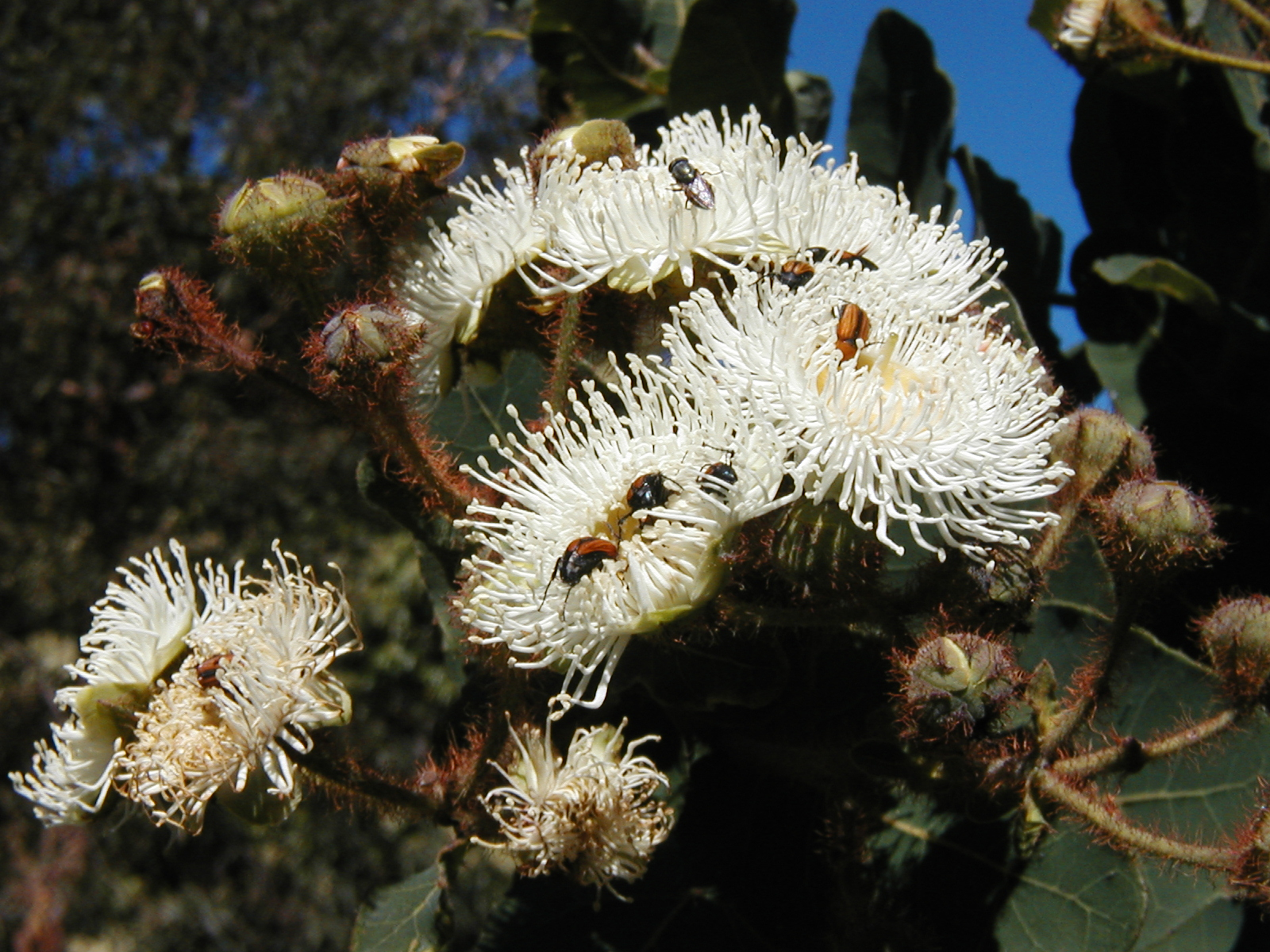
Blütenstand mit Blütenknospen und Blüten

### Erscheinungsbild und Blatt
Angophora hispida wächst als Baum, der Wuchshöhen von bis zu 7 Meter erreicht, oder in der Wuchsform der Mallee-Eukalypten, dies ist eine Wuchsform, die mehr strauchförmig als baumförmig ist, es sind meist mehrere Stämme vorhanden, die einen Lignotuber ausbilden. Die Borke verbleibt am gesamten Baum, ist grau oder blassbraun und kurzfasrig.
Bei Angophora hispida liegt Heterophyllie vor. Die einfachen Laubblätter sind immer gegenständig an den Zweigen angeordnet. Die Laubblätter an jungen Exemplaren sind sitzend und sind mit roten, steifen, einfachen Haaren sowie borstigen Drüsenhaaren (Trichomen) bedeckt. An mittelalten Exemplaren sind die Laubblätter gerade, ganzrandig und matt grün. Die Laubblätter an erwachsenen Exemplaren sind in Blattstiel und Blattspreite gegliedert. Ihr Blattstiel ist – soweit vorhanden – bis zu 4 mm lang. Ihre einfache Blattspreite ist bei einer Länge von 5 bis 10 cm und einer Breite von 3 bis 4,5 cm eiförmig oder elliptisch mit herzförmigem Spreitengrund und rundem oberen Ende. Die Blattober- und Unterseite ist verschieden gefärbt. Die Seitennerven stehen in engen Abständen in einem stumpfen Winkel zum Hauptnerv. Die Keimblätter (Kotyledonen) sind fast kreisförmig.

### Blütenstand und Blüte
Die Blütezeit liegt im Januar. Endständig auf einem 17 bis 70 mm langen, steif, rot behaarten Blütenstandsschaft stehen in zusammengesetzten Gesamtblütenständen mehrere Teilblütenstände. Der steif, rot behaarte Blütenstiel ist 15 bis 25 mm lang. Die Blütenknospen sind bei einer Länge von 8 bis 11 mm und einem Durchmesser von 8 bis 12 mm eiförmig oder kugelig. Die zwittrigen Blüten sind cremeweiß. Der Blütenbecher (Hypanthium) ist gerippt. Die vier Kelchblätter sind zu vier Kelchzähnen auf dem Blütenbecher reduziert. Die vier Kronblätter besitzen eine Breite von 5 bis 8 mm sowie Länge von 6 bis 10 mm.

### Frucht und Samen
Die gestielte Frucht ist bei einer Länge von 16 bis 25 mm und einem Durchmesser von 14 bis 20 mm ei- oder glockenförmig und manchmal verjüngt sie sich auch zur Spitze hin. Der Diskus ist flach oder auch eingedrückt. Die Fruchtfächer sind eingeschlossen. Die kniescheibenförmigen Samen sind regelmäßig und abgeflacht, glatt und seidenmatt rot.

## Vorkommen
Das Verbreitungsgebiet von Angophora hispida liegt ausschließlich im östlichen New South Wales, um Sydney und Gosford. Angophora hispida kommt verstreut und örtlich auch häufig vor.
Angophora hispida gedeiht auf flachen, sandigen Böden über (Hawkesbury-)Sandstein.

## Taxonomie
Die Erstveröffentlichung erfolgte 1797 durch den englischen Botaniker James Edward Smith unter dem Namen (Basionym) Metrosideros hispida Sm. und dem Titel Botanical Characters of Some Plants of the Natural Order of Myrti in Transactions of the Linnean Society of London, Volume 3, S. 267. Die Neukombination zu Angophora hispida (Sm.) Blaxell erfolgte 1976 durch Donald Frederick Blaxell unter dem Titel Angophora hispida, a new name for A. cordifolia im Kew Bulletin, Volume 31, Issue 2, S. 272. Das Artepitheton hispida ist vom lateinischen Wort „hispidus“ für steifhaarig abgeleitet.
Weitere Synonyme für Angophora hispida (Sm.) Blaxell sind Metrosideros anomala Vent., Metrosideros cordifolia (Cav.) Pers., Metrosideros hirsuta Andrews, Metrosideros hispida Sm., Angophora cordifolia Cav., Eucalyptus hispida (Sm.) Brooker und Eucalyptus hirsuta Link.

## Nutzung

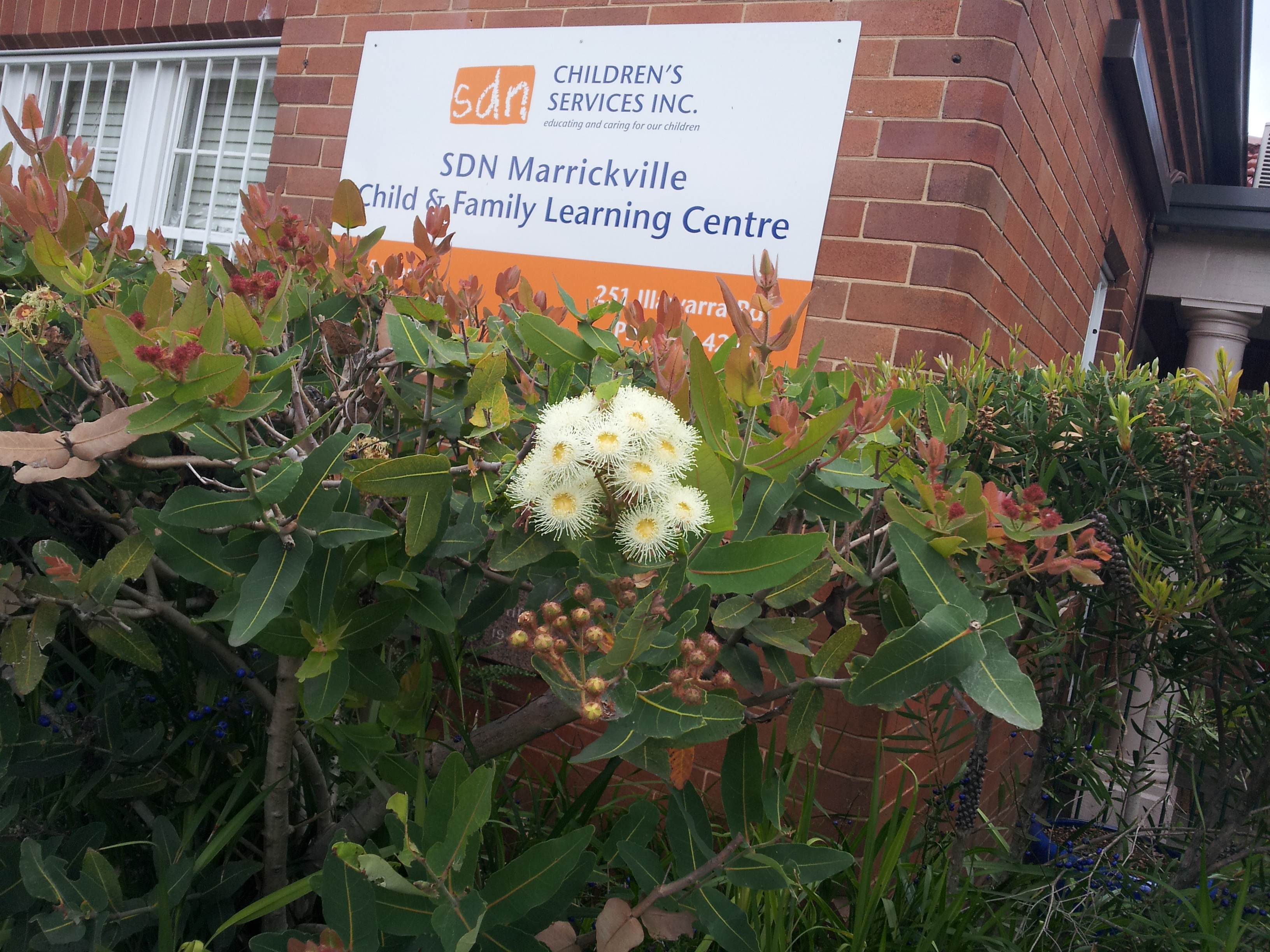
Angophora hispida als Ziergehölz

Angophora hispida dient als Zierpflanze. Ihre Blüten locken bunte Käfer und Vögel an.